# Tourisme au Vietnam
 (décembre 2021).

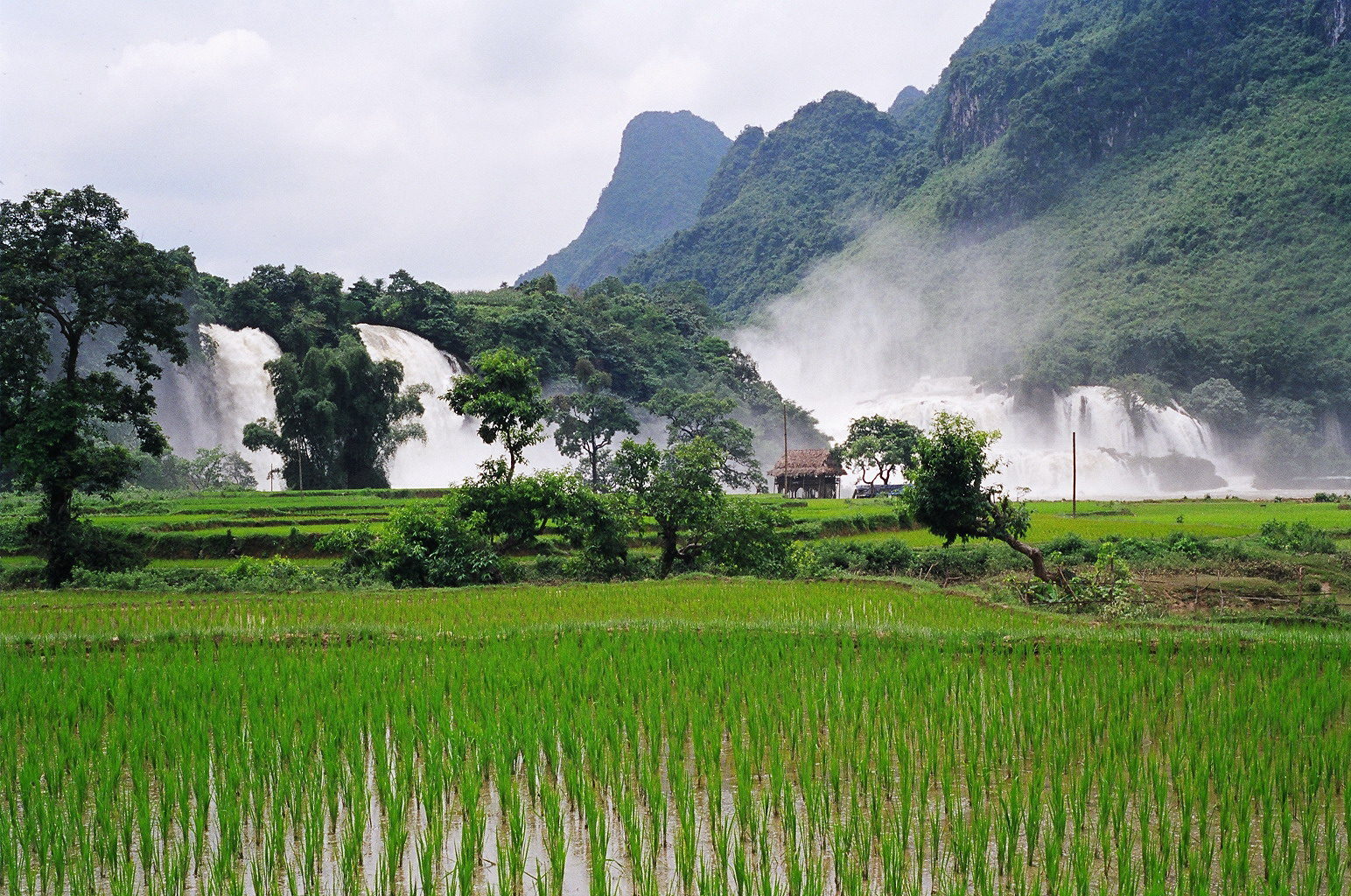
Cascades dans le centre du pays

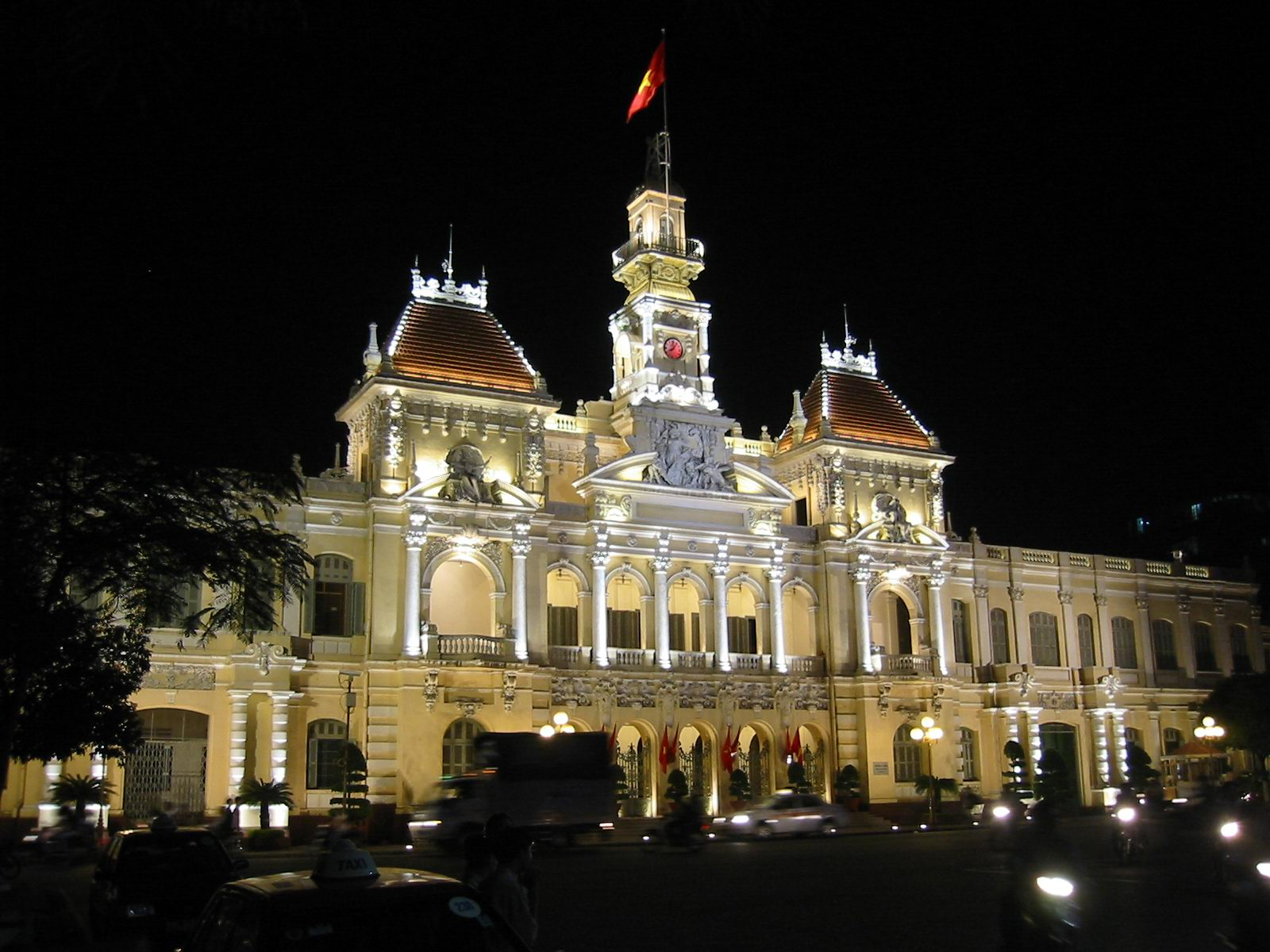
Hô Chi Minh-Ville

Le tourisme vietnamien est un composant de l'économie moderne du Vietnam. En 2019, le Vietnam a reçu 18 millions de visiteurs internationaux, contre 2,1 millions en l'an 2000. L'Administration nationale du tourisme du Vietnam suit un plan à long terme pour diversifier l'industrie du tourisme, qui apporte des devises étrangères dans le pays.
Les arrivées de touristes au Vietnam ont continué à augmenter ces dernières années. En 2008, le Vietnam a reçu 4,218 millions de touristes internationaux, en 2009 le nombre était de 3,8 millions, en baisse de 11%. En 2012, le Vietnam a reçu 6,84 millions de touristes. Cela représentait une augmentation de 13% par rapport au chiffre de 2011 de 6 millions de visiteurs internationaux, qui était lui-même une augmentation de 2 millions de visiteurs par rapport aux arrivées de 2010. En 2016, le Vietnam a accueilli 10 millions de visiteurs internationaux, ce qui représentait une augmentation de 26% par rapport à l'année précédente,,. En 2019, le Vietnam, avec 18 millions de visiteurs internationaux, était le cinquième pays le plus visité de la région Asie-Pacifique selon le Classement mondial du tourisme publié par l'Organisation mondiale du tourisme,.

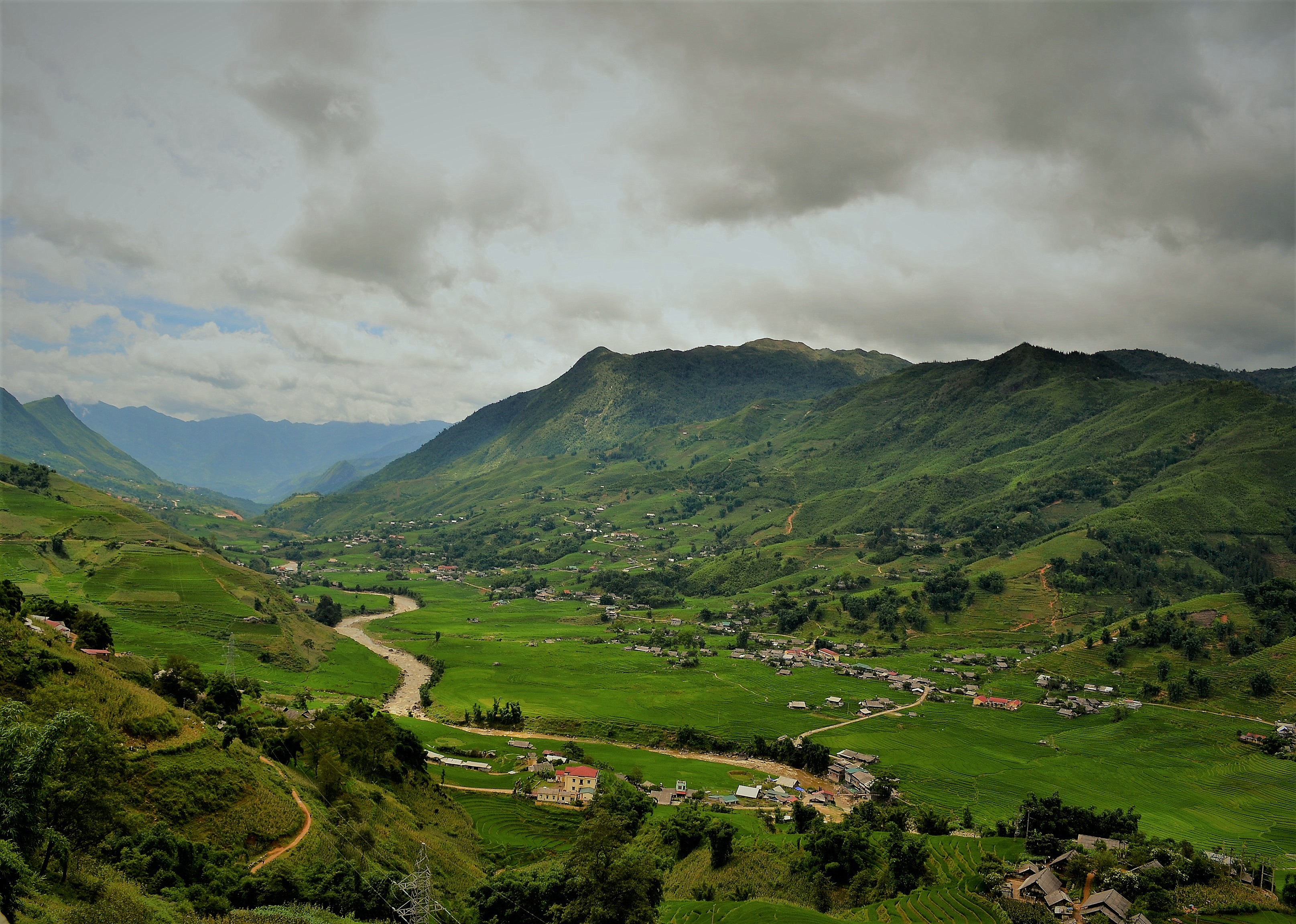
Sa Pa.

## Le tourisme dans l’économie
Le tourisme joue un rôle de plus en plus important au Vietnam. Pour les touristes qui partent à la découverte de la culture et de la nature, des plages, le Vietnam devient une nouvelle destination an Asie du Sud-Est.
L’économie vietnamienne est en train de passer d’une économie agricole à celle de services. Plus d’un tiers du produit intérieur brut est généré par les services, qui comprennent l’hôtellerie et le transport. L’industrie manufacturière et construction (28%), agriculture et pêche (20%) et exploitation minière (10%).

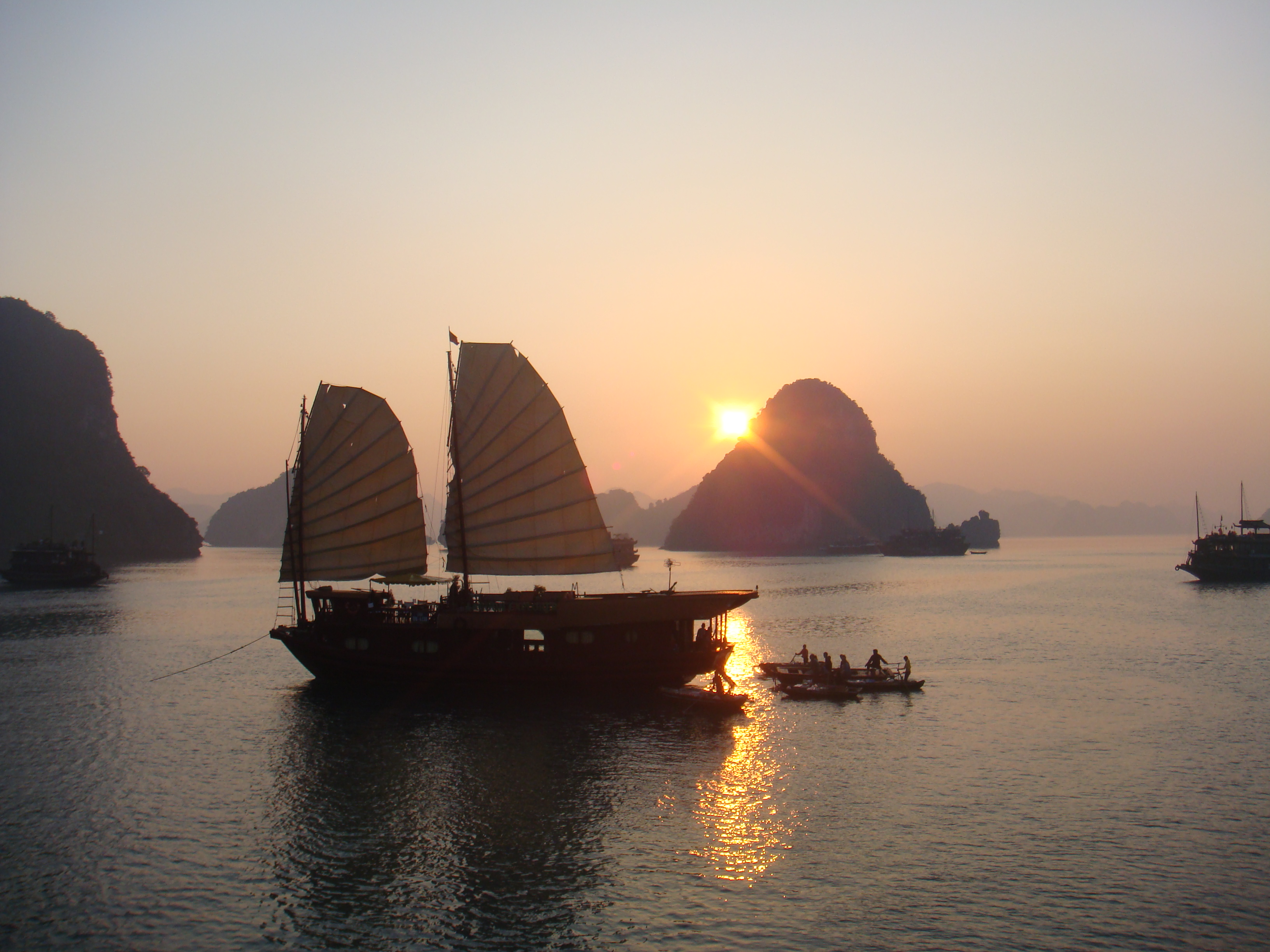
Baie d'Along.

## Principaux points d'entrée et formalités d'entrée
La plupart des touristes arrivant au Viêt Nam ont besoin d'un visa.

### Air
- Aéroport international de Nội Bài (HAN), Hanoï
- Aéroport international de Tân Sơn Nhất (SGN), Hô Chi Minh-Ville

## Statistiques

### Arrivées internationales
Source des données : Ministère de la Culture, des Sports & du Tourisme
| Année  | Arrivées Touristiques | Changement |
| ------ | --------------------- | ---------- |
| 6/2023 | 5,574,969             | 12,07%     |
| 2022   | 3,440,019             | 98,2%      |
| 2021   | 3.500                 | −99% ,     |
| 2020   | 3,686,779             | −78%       |
| 2019   | 18,008,591            | 16.2%      |
| 2018   | 15,497,791            | 19.9%      |
| 2017   | 12,922,151            | 29.1%      |
| 2016   | 10,012,735            | 26%        |
| 2015   | 7,943,651             | 0.9%       |
| 2014   | 7,874,312             | 4%         |
| 2013   | 7,572,352             | 10.60%     |
| 2012   | 6,847,678             | 10.8%      |
| 2011   | 6,014,032             | 19.1%      |
| 2010   | 5,049,855             | 34.8%      |
| 2009   | 3,772,359             | −10.9%     |
| 2008   | 4,253,740             | 0.6%       |
| 2007   | 4,171,564             | 16%        |
| 2006   | 3,583,486             | 3%         |
| 2005   | 3,467,757             | 18.4%      |
| 2004   | 2,927,876             | 20.5%      |
| 2003   | 2,429,600             | −7.6%      |
| 2002   | 2,628,200             | 12.8%      |
| 2001   | 2,330,800             | 8.9%       |
| 2000   | 2,140,100             | 20.0%      |
| 1999   | 1,781,800             | 17.2%      |
| 1998   | 1,520,100             | −11.4%     |
| 1997   | 1,715,600             | 6.7%       |
| 1996   | 1,607,200             | 18.9%      |
| 1995   | 1,351,300             |            |

## Explications
En 2004, le Vietnam a reçu 2,9 millions d'arrivées internationales. La croissance annuelle a représenté un fort rebond depuis un léger déclin en 2003 attribuable à l'épidémie de syndrome respiratoire aigu sévère en Asie. De 1999 à 2004, le tourisme a augmenté de 63 %. En 2004, la plupart des visiteurs provenait de Chine avec 27 % des entrées, de 8 à 9 % venait des États-Unis, du Japon et de la Corée du Sud. L'administration nationale du Tourisme du Vietnam suivait un plan de long terme afin de diversifier l'industrie touristique. Le nombre de touristes était de 4 253 740 en 2008.
En 2017, le Vietnam faisait partie du top 3 des pays connaissant la plus forte croissance de touristes étrangers.
En 2018, ce sont 15,5 millions de touristes qui ont visité le Vietnam, un chiffre en hausse de près de 20 % par rapport à 2017, pour des recettes avoisinant 27 milliards de dollars. Selon l’administration nationale vietnamienne du tourisme, les visiteurs étrangers dépensent en moyenne 900 dollars pour un séjour au Vietnam.
Cette même année, le Vietnam a reçu le titre de « meilleure destination en Asie » au « World Travel Awards ».
Dans le contexte de la pandémie de Covid-19, le Bureau des statistiques générales du Vietnam (en) reporte des pertes pour le secteur à la hauteur de 7 milliards de dollars, pour la période comprise entre janvier et février 2020. En mars, le pays déclare des restrictions aux vols internationaux. Il est estimé que le nombre de visiteurs a rétréci du 18,1 % par rapport à l'année précédente.
Pour la première moitié de l'année 2020, la moyenne de l'occupation hôtelière à Hô Chi Minh-Ville s'est réduite à 32 % avec une chute de 36 points par rapport à la mesure de 2019. Pour les hôtels cinq étoiles, cette réduction a été de 69 %. À Hanoï, seuls 21 % des hôtels ont été occupés au deuxième trimestre 2020, tandis que le nombre de visiteurs baissait de 65 %.

## Principaux points d'intérêt

### Les principales villes
- Hanoï, la capitale du pays ; elle est remarquable par ses lacs en pleins centre-ville et son architecture coloniale française, visitée en 2018 par 5,5 millions de touristes.
- Hô Chi Minh-Ville, la grande ville du sud, cœur économique du pays, Saigon possède des monuments coloniaux français remarquables, mais les touristes apprécieront beaucoup plus pour sa vitalité et pour son point de départ des régions alentour (Delta du Mékong, plages de Vũng Tàu, les ruines de l'ancien royaume des Champa, etc.). En 2018, la ville accueillit 7,5 millions de touristes[17].
- Hué, la capitale de l'Annam, la région centrale du Vietnam; Hué est une réplique miniature de la Cité interdite de Pékin. La gastronomie est l'art incontestable de la cité (la gastronomie des anciens empereurs...).
- Hội An : C'est l'une des cités authentiques du Vietnam car elle a pu garder ses habitations traditionnelles et ses ruelles étroites enserrées entre les portes des anciens remparts...
- Da Nang : Ville réputée pour ses plages, sa proximité avec Hoi an, et son parc d'attraction dans les montagnes surplombant la ville, Ba Na Hills. La ville a été visitée par 3 millions d'étrangers en 2018[17].
- Nha Trang : station au microclimat très agréable, célèbre pour ses magnifiques plages de sable blanc à la mer turquoise...
- Đà Lạt (Dalat), ville du printemps éternel , une ville européenne fondée par les Français célèbre pour ses villas coloniales, son lac en plein cœur de la ville mais surtout sa position en haute altitude lui vaut un cadre de vie très agréable.

### Sites touristiques et naturels

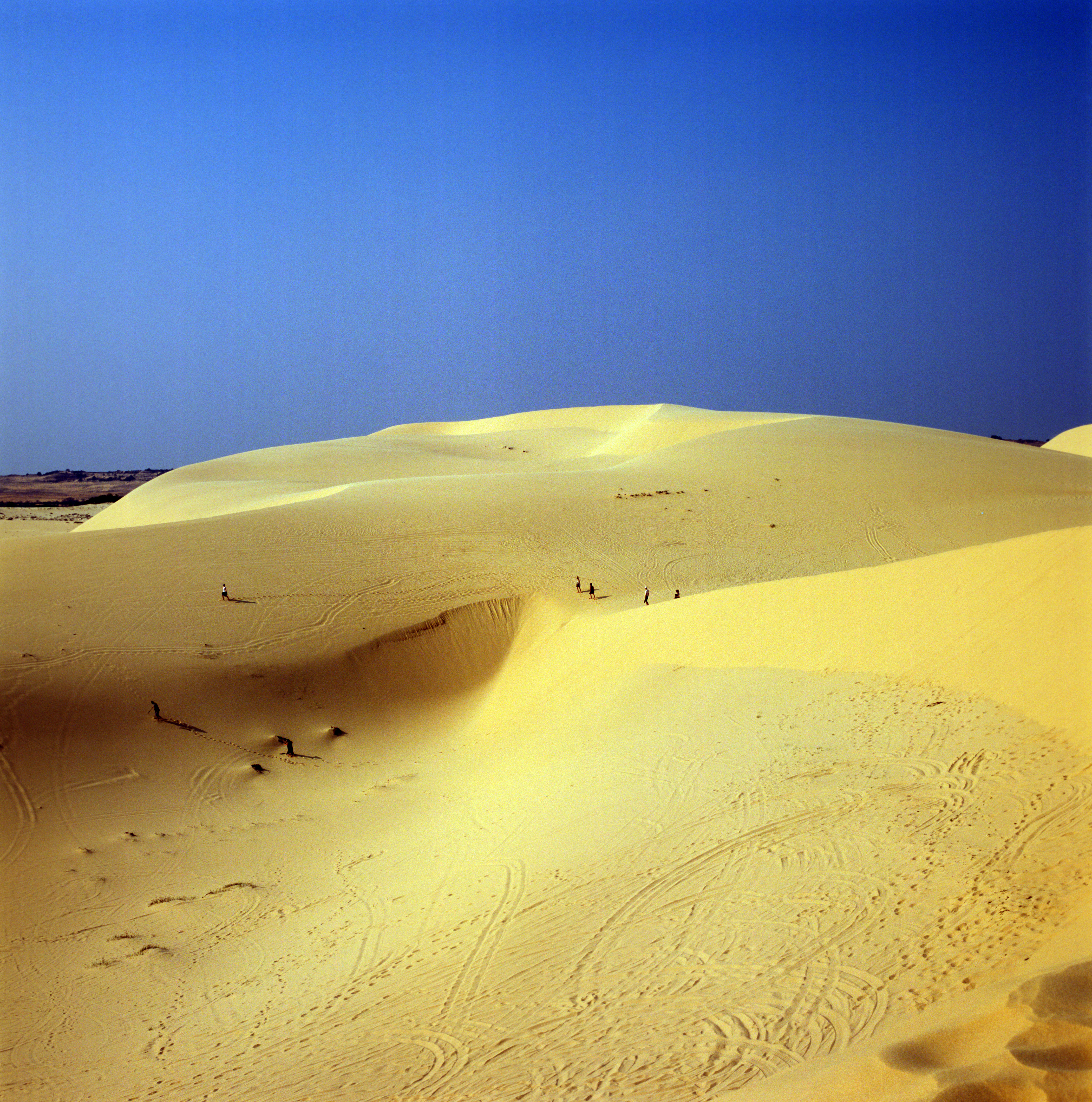
La station balnéaire de Mũi Né.

- Baie d'Along, la merveille naturelle du Vietnam.
- Parc national de Phong Nha-Kẻ Bàng, le patrimoine mondial avec 300 grottes.
- Le Mékong et son delta abritent une faune et une flore dense et variée, les touristes apprécieront aussi les nombreux villages flottants où un intense commerce se développe...
- Les plages, la cordillère annamatique, les îles de Phú Quốc...
- Le sanctuaire de Mỹ Sơn, ruines de l'ancienne capitale politique et religieuse du Royaume des Champa.
- Les rizières des régions de Sapa et de Lào Cai.
- La "Boucle" de Hà Giang, une route serpentant dans le nord du Vietnam, ainsi que le plateau calcaire de Dong Van, classé depuis 2010 dans le réseau mondial des Géoparcs par l'UNESCO[22].
- Le Mont Fansipan (Phan Xi Păng), point culminant du pays, haut de 3 143 mètres.

### Les ethnies
Le Vietnam est un pays ethniquement plus complexe qu'il n'y paraît, avec 52 ethnies différentes (liste des groupes ethniques du Viêt Nam), qui parlent des versions quelque peu différentes du vietnamien. Parmi ces ethnies on compte notamment :
- Les Hmongs, au nord, dans les terres agricoles et montagnardes.
- Les Lolos, dans les provinces de Cao Bang et de Ha Giang dans l’extreme Nord Vietnam[23].
- Les Thais du Vietnam (en), dans le nord-ouest du pays.
- Les Tais, dans le nord du pays.
- Les Chams, au centre du pays.
- Les Khmers Krom, au sud, originaires de la région du Cambodge.

## Tourisme et emploi au Vietnam
Le pays compte plus de 14 800 guides internationaux et 8 600 guides locaux. Le ratio entre le nombre de touristes et de guides au Vietnam est presque le double de la moyenne internationale.
La productivité du travail dans le secteur du tourisme au Vietnam est de 77 millions de VND (3 297 dollars américains) par travailleur.

## Le futur du tourisme au Vietnam
En 2017, le Premier ministre a approuvé la décision 1861 pour un programme de 30 Trillions de VND (1.32 milliards USD) afin de développer le tourisme et les infrastructures routières aux mêmes standards que les destinations touristiques majeures mentionnés dans le programme : « Strategy on Vietnam’s tourism development until 2020, vision to 2030 ». Les provinces les plus défavorisées, des attractions majeures pour les touristes, en bénéficieront en priorité.
En parallèle de cette décision, le gouvernement a aussi approuvé le déblocage d’un fonds de développement du tourisme de 300 milliards de VND (12,9 millions de dollars) pour des activités promotionnelles et afin d’évaluer la meilleure stratégie à adopter.
En plus de la mise en place de ces fonds, le gouvernement a aussi allégé sa politique de visa en étendant celle existante à d’autres visiteurs autorisés de 46 pays dont la Chine, le Japon, la Corée du Sud, les États-Unis, le Royaume-Uni et ainsi pouvoir entrer au Vietnam pour 30 jours avec un visa à entrée simple jusqu’en 2021.
D'ici 2025, le gouvernement a pour objectif de générer à 45 milliards de dollars de recettes pour le secteur touristique, augmentant la contribution du secteur au PIB de plus de 10%, ainsi que la création directe et indirecte de plus de 6 millions d’emplois.